# Verneuil (Charente)

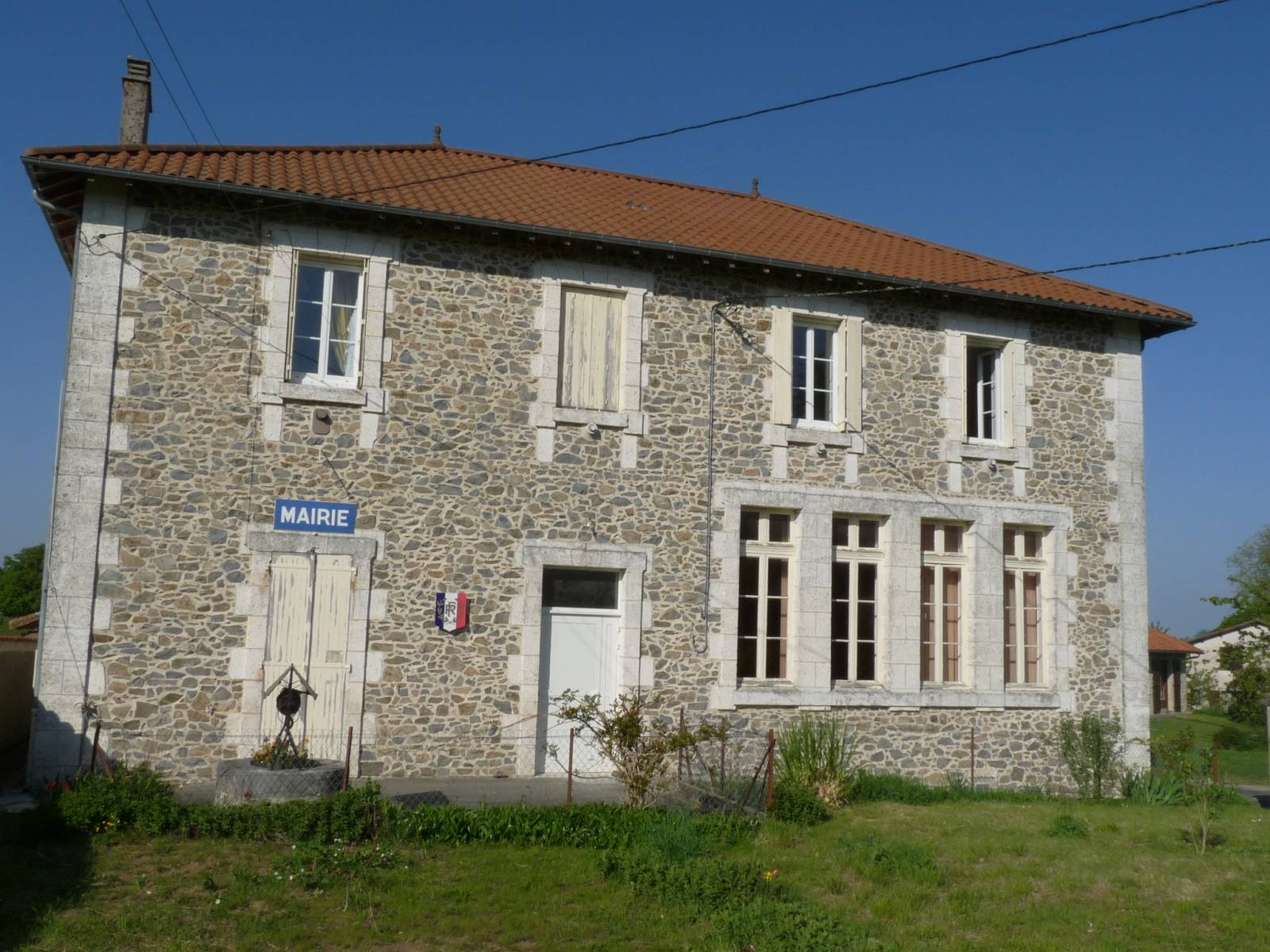
Gemeentehuis

Verneuil is een gemeente in het Franse departement Charente (regio Nouvelle-Aquitaine) en telt 95 inwoners (2009). De plaats maakt deel uit van het arrondissement Confolens.

## Geografie
De oppervlakte van Verneuil bedraagt 7,8 km², de bevolkingsdichtheid is dus 12,2 inwoners per km².
De onderstaande kaart toont de ligging van Verneuil (Charente) met de belangrijkste infrastructuur en aangrenzende gemeenten.

## Demografie
Onderstaande figuur toont het verloop van het inwonertal (bron: INSEE-tellingen).